# Aragon (Georgie)
Aragon je město v Polk County, v Georgii, ve Spojených státech amerických. V roce 2011 žilo ve městě 1250 obyvatel.

## Demografie
Podle sčítání lidí v roce 2000, žilo ve městě 1039 obyvatel, 399 domácností a 284 rodin. V roce 2011 žilo ve městě 594 mužů (47,6 %), a 656 žen (52,4 %). Průměrný věk obyvatele je 33 let.